# Henri Deglane

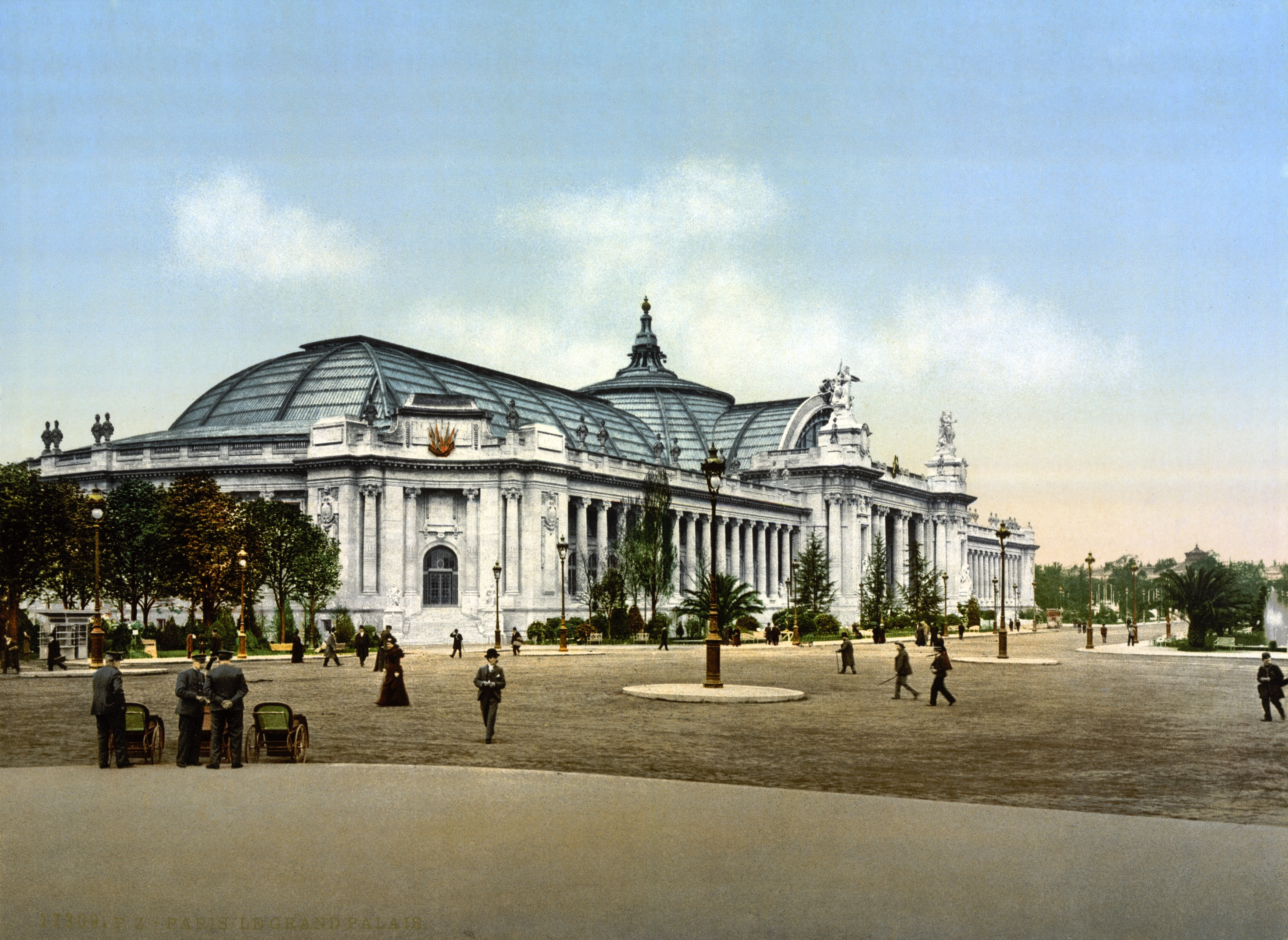
Façana principal del Grand Palais el 1900

Henri-Adolphe-Auguste Deglane (París, 1855 - 1931) va ser un arquitecte i acadèmic francès, que va participar en el disseny i execució del Grand Palais de París.
Alumne de Louis-Jules André a l'École Nationale Supérieure des Beaux-Arts de París, va obtenir el Prix de Rome el 1881 amb el tema titulat Un palais, cercle des Beaux-Arts. La beca aconseguida li va permetre prosseguir la seva formació a l'Acadèmia de França a Roma, entre el 29 de gener de 1882 i el 31 de desembre de 1885.
De 1896 a 1900 va participar en el disseny i construcció del Grand Palais, de París, estant l'encarregat de la realització de les naus nord i meridional, de la nau major i de la seva part transversal, anomenada «paddock», de les façanes i decoracions que l'envolten i, més particularment, de l'entrada principal i el peristil situat a ambdós costats de la «nova avinguda», futura avinguda Nicolau II, després anomenada Winston Churchill.
Va ser escollit membre de l'Académie des Beaux-Arts el 1918.